# Галонзня-Мала
Галонзня-Мала (пол. Gałąźnia Mała) — село в Польщі, у гміні Колчиглови Битівського повіту Поморського воєводства.
Населення — 134 особи (2011).
У 1975-1998 роках село належало до Слупського воєводства.

## Демографія
Демографічна структура станом на 31 березня 2011 року:
|          | Загалом | Допрацездатний вік | Працездатний вік | Постпрацездатний вік |
| -------- | ------- | ------------------ | ---------------- | -------------------- |
| Чоловіки | 70      | 13                 | 56               | 1                    |
| Жінки    | 64      | 15                 | 43               | 6                    |
| Разом    | 134     | 28                 | 99               | 7                    |